# Kuroda Nagahisa
Kuroda Nagahisa (jap. 黒田 長久; * 23. November 1916 in Tokio; † 26. Februar 2009) war ein japanischer Ornithologe.

## Leben und Wirken
Kuroda war der Sohn des Ornithologen Nagamichi Kuroda. Schon in der Schulzeit entwickelte er ein Interesse an Würgern und Seeschwalben. Nach seiner Schulausbildung studierte er an der Gakushūin-Universität und an der Universität Tokio, wo er 1937 an der wissenschaftlichen Fakultät graduierte. Während des Zweiten Weltkrieges leistete er fünf Jahre Militärdienst in der Kaiserlichen Garde, wo er unter anderem die Brieftauben betreute. Von 1947 bis 1950 war er technischer Berater des US-amerikanischen Ornithologen Oliver L. Austin, dem damaligen Leiter des Wildtierzweiges des Supreme Commander for the Allied Powers und des U.S. Army General Medical Laboratory. 1951 arbeitete er für das 406. Medical General Laboratory der U. S. Army und untersuchte die Antikörper von an Japanischer Enzephalitis befallenen Zugvögeln. Ab 1952 wurde er Forschungsleiter am Yamashima Institute of Ornithology. Er studierte die Anatomie und Lebensweise von Seevögeln und nahm mit mehreren internationalen Gruppen an zahlreichen Meeresexpeditionen teil. 1953 erlangte er an der Universität Hokkaidō, wo er mit Professor Tohru Uchida (1897–1981) an der Systematik und Phylogenese der Röhrennasen arbeitete, seinen Doktortitel. 1990 wurde Kuroda der erste Direktor des Vogelmuseums in Abiko.
Kuroda war Präsident mehrerer Gesellschaften, darunter die Ornithological Society of Japan (1970–1976 und 1980–1989), die Wild Bird Society, die Japanese Association for the Preservation of Birds, die Japanese Bird-banding Society und die japanische Sektion des International Council for Bird Preservation (heute BirdLife International).
Nagahisa Kuroda war künstlerisch und musisch begabt. Er spielte Violoncello und 1978 zeichnete er zum Gedenken an seinen Vater die ausgestorbene Schopfgans. Er war 30 Jahre verheiratet und hatte zwei Kinder.

## Dedikationsnamen
2009 benannte Storrs L. Olson den fossilen Sturmvogel Calonectris kurodai aus dem Miozän zu Ehren von Kuroda.

## Werke (Auswahl)
- 1953: The Birds of Japan: Their status and distribution (mit Oliver L. Austin, Jr.)
- 1954: On the classification and phylogeny of the order Tubinares, particulary the shearwaters (Puffinus): with special considarations [sic] on their osteology and habit differentiation
- 1956: Chōrui no zukan
- 1967: Story of Birds: The Ecology
- 1986: Tori